# Cinémathèque Méliès
La Cinémathèque Méliès - Les Amis de Georges Méliès est une association loi de 1901, créée en 1961 pour rechercher, rassembler, conserver et diffuser l’œuvre de Georges Méliès et reconstituer un patrimoine français considéré en 1945 comme quasiment perdu. La diffusion de l’œuvre retrouvée se fait par des conférences, des projections de films sous forme de ciné-concerts dans des conditions proches de celles de l’époque (boniment, accompagnement musical, vitesse de projection), des expositions, des publications, un documentaire et des DVD. L'association a pu reconstituer une collection de près de 200 films dont une partie a été donnée à la Cinémathèque française.

## Création
L’illusionniste Georges Méliès (1861-1938), directeur du Théâtre Robert-Houdin, est une figure mondialement connue du cinéma naissant. Ruiné en 1923, Méliès détruit tous ses films (environ 520 réalisés entre 1896 et 1912). Ce qu’il avait gardé de son œuvre (dessins, photos de plateau, objets magiques etc.) est pillé en juin 1940. Mais ses films étaient distribués à l’étranger, et ses principaux clients les forains ont, à l’époque, parcouru le monde entier avec ses films.
En mai 1961 la petite-fille de Georges Méliès, Madeleine Malthête-Méliès et son mari le Dr René Malthête fondent l’association « Les Amis de Georges Méliès », avec le soutien de membres de la famille et de personnes ayant connu Méliès. La création de l'association est déclarée au Journal officiel le 16 juin 1961. Tous sont contributeurs de l’exposition réalisée la même année par la Cinémathèque française pour célébrer le centenaire de la naissance de Georges Méliès.

## Historique

### Avant 1961
En 1936, Henri Langlois, Georges Franju, Jean Mitry et Paul-Auguste Harlé créent la Cinémathèque française. Méliès est pressenti pour en être le président d’honneur. Seuls 9 films de ses films sont recensés en France. À partir de 1949, grâce à son mari et au ministère des Affaires étrangères, Madeleine commence à donner des conférences à l’étranger, d’abord en Suède où Einar Lauritzen lui offre La fée Carabosse, un film de 1906 colorié à la main. C’est le début de la collection de films. Comme Madeleine, André Méliès, le fils de Georges, assure également des conférences avec projection de films à partir des années 1950.
Scénariste, réalisateur, metteur en scène, décorateur, distributeur, exploitant, Méliès constitue un cas d’école en matière de droits cinématographiques car il les détient tous. Après son décès, les ayants droit sont André Méliès et Madeleine Malthête-Méliès.

### De 1961 à 2009: Retrouver les films perdus, les rassembler et les montrer
Les ayants droit décident que les droits d’auteur issus de projections ou d’expositions serviront à restaurer les éléments de tirage des films, tandis que les copies seront exploitées par l’association dans le cadre de spectacles avec projections à 18 images par seconde, boniment, accompagnement musical, voire bruitage pour se rapprocher des conditions de l’époque.
En mars 1961, la première réunion fondatrice réunit 113 membres parmi lesquels des acteurs (comme Françoise Rosay, Noël-Noël, Pierre Blanchar), des personnalités politiques (comme le président Albert Sarraut et Henri Ulver), des historiens du cinéma (Georges Sadoul), des institutionnels, des Cinémathèques étrangères et la Fédération française des artistes prestidigitateurs). René Clair est président d’honneur de l’association déclarée en mai 1961 à la Préfecture de Paris.
Fin 1961, l’association dispose de 18 copies issues des films achetés par le Dr Malthête à des forains, des collectionneurs, des descendants d’illusionnistes, ou bien des dons. 16 autres sont attendus de cinémathèques étrangères par échanges de copies de films avec achat par l’association de copies qu’elle n’a pas.
Archive privée, l’association reçoit dès le début le soutien de la FIAF (Fédération internationale des archives du film, fondée en 1938). Plusieurs archives sont déjà membres des Amis de Georges Méliès. En 1961, l’association Les Amis de Georges Méliès est l’unique représentant de la France au congrès de la FIAF à Budapest, puis à Moscou en 1964. Elle reste « membre observateur » de la F.I.A.F. jusqu’en 1992, date à laquelle cette catégorie de membre est supprimée.
Grâce à des relations pérennes avec les directeurs successifs de ces cinémathèques (comme Ernest Lindgren du NFA (National Film Archive) puis David Francis du BFI (British Film Institut) de Londres, Margareta Akermark et Eileen Bowser de New York, le Dr Breitenbach et Paul Spehr de la Library of Congress de Washington, Myrtil Frída et O. Svoboda de Prague mais aussi Jerzy Toeplitz président de la FIAF, et bien d’autres comme Paolo Cherchi Usai), des films sont identifiés, retrouvés et échangés.
En 1962, lors d’une tournée aux États-Unis, le Dr Malthête et Madeleine repèrent 31 films de Méliès déposé sous forme de Paper Prints (en) à la Library of Congress de Washington. En 1977, la société Blackhawk obtient de la veuve de Léon Schlesinger l’autorisation de restaurer et de contretyper un certain nombre de films : ce sont 49 films qui s’ajoutent à la collection. En 1979, la Library of Congress (Washington) acquiert toute la collection Schlesinger : 8 nouveaux films sont alors obtenus par Les Amis de Georges Méliès.
Grâce à ces apports, l’association compose plusieurs programmes qu’elle projette, tantôt à Paris (au cinéma Le Ranelagh, au cinéma Le Seine, au Centre Georges-Pompidou, au Studio 43), tantôt en province, et bien sûr à l’étranger. Les principaux pianistes de ces ciné-concerts sont Albert Lévy, Éric Le Guen et Jacques Pailhès.
En 1981 l’association organise, au Centre Culturel International de Cerisy-la-Salle (CCIC), un colloque consacré à Georges Méliès (dirigé par Madeleine Malthête-Méliès), qui réunit des passionnés et des historiens français et étrangers. L’association détient alors 140 films, dont elle projette plusieurs fois l’intégralité. Pour ce colloque et à la demande du Archives françaises du film du CNC, l’association réalise une Analyse catalographique des films de Georges Méliès recensés en France. Outre une filmographie établie avec rigueur par Jacques Malthête, l’ouvrage décrit chacun des 140 films et en indique la provenance. Un corpus significatif pour les chercheurs est ainsi constitué.
En 1982, elle édite un bulletin de liaison, déposé à la Bibliothèque nationale de France  (ISSN 0758-539X)
En 1986, l’association publie158 scénarios de films disparus de Georges Méliès rédigé par Jacques Malthête, qui permet à plusieurs chercheurs d’identifier des films qui reposaient depuis longtemps dans certaines archives ou chez des collectionneurs.
En 1988 il est décidé d’adjoindre la dénomination de « Cinémathèque Méliès » au nom de l’association car les contemporains de Méliès disparaissent peu à peu. C’est sous cette dénomination qu’elle se fait depuis connaître au public.
Parallèlement aux activités réalisées en France, Madeleine Malthête-Méliès continue d’assurer des tournées en Amérique du Nord et du sud, en Afrique, en Europe. À partir des années 1990, Marie-Hélène Lehérissey (petite fille d’André Méliès) assure la relève pour des tournées aux Amériques, en Afrique, en Asie et en Europe. Jacques Pailhès ou Lawrence Lehérissey accompagnent au piano les projections.
En 1996, un deuxième colloque Méliès a lieu au CCIC (directeurs : Jacques Malthête et Michel Marie). C’est l’occasion d’éditer un supplément à l’analyse catalographique de 1981, sous le titre Analyse descriptive des films de Georges Méliès rassemblés entre 1981 et 1996 par la Cinémathèque Méliès, soit 27 films. La collection comprend alors 167 films. Ce colloque permet de réaliser un projet avec la chaîne Arte : un coffret contenant un documentaire réalisé par Jacques Mény et un ciné-concert de 15 films de Méliès présentés par Madeleine Malthête-Méliès et accompagnés au piano par Éric Le Guen.
Ensuite, 17 films inédits sont retrouvés en France chez un collectionneur et 6 à la Filmoteca de Cataluña (es) ; d’autres enfin dans des endroits surprenants (au siège du Parti communiste français) ou inespérés (en Nouvelle-Zélande, en Australie). En 2002, partenaire de l’exposition réalisée par EDF et la Cinémathèque française, la Cinémathèque Méliès donne une centaine de ciné-concerts dans l’espace Electra d'EDF et réalise un documentaire de 25 minutes sur cette exposition. En 2008, la Cinémathèque française organise une exposition Méliès, et accueille durant plus d’un an les ciné-concerts de la Cinémathèque Méliès. Celle-ci réalise, toujours en 2008, 2 DVD de 30 films (musique composée par Lawrence Lehérissey), rassemblés dans un coffret produit par Fechner Productions et distribué par Studiocanal.
En 2009, 211 titres de films de Méliès sont sauvegardés certains étant disponible sous différentes versions, ce qui représente en métrage plus de la moitié de l’œuvre filmique. Méliès est l'un des pionniers du cinéma dont l’œuvre est la mieux sauvegardée.

### Après 2009
Pouvoir encore retrouver des films nitrate, dans un état acceptable plus d’un siècle après leur édition, relève maintenant du miracle. Les archives du monde entier travaillent en réseau et les éléments permettant d’identifier un « Star Film » sont partout connus. La probabilité de retrouver des films inédits de Méliès devient quasi nulle. Toutefois les cinémathèques de quelques pays peuvent encore réserver des surprises.
Les films de Méliès, libres de droit aux États-Unis, sont facilement accessibles sur Internet. L’œuvre de Méliès est dans le domaine public en Europe (sauf en Espagne) depuis janvier 2009, aussi de multiples initiatives en matière de ciné-concerts voient le jour partout dans le monde.
En 2011, la Cinémathèque Méliès participe aux célébrations du cent-cinquantenaire de la naissance de Méliès. Elle propose la tenue d’un 3e colloque au CCIC de Cerisy-la-Salle : Méliès, carrefour des attractions auquel elle contribue. Elle reprend contact avec Studio-Canal à qui elle fournit un lot de films jamais numérisés. Cette collaboration produit un livre documenté avec rigueur Georges Méliès à la conquête du cinématographe, contenant les 2 DVD précédents et un 3e de films inédits (musique composée et interprétée par Lawrence Lehérissey). Enfin La Cinémathèque Méliès contribue à la réédition de la biographie écrite par Madeleine Malthête-Méliès : Georges Méliès l’enchanteur.
En 2014, la question de la conservation des films dans des conditions rigoureuses de température et d’humidité devient problématique. La Cinémathèque Méliès fait don à la Cinémathèque française d’éléments positifs et négatifs en 16 mm (441 éléments concernant 145 films). Mais elle conserve ses programmes de ciné-concerts (dont quelques-uns sont numérisés) ainsi que de nombreux éléments en 35 mm.

## Publications réalisées par l’association
- 1961 : Georges Méliès, créateur du spectacle cinématographique, brochure de 20 pages publiée grâce concours du ciné-club Georges Méliès de Montreuil, du syndicat d’initiative et de la ville de Montreuil-sous-bois. Elle est rééditée en 1966 grâce au concours de la Direction culturelle du ministère des Affaires étrangères.
- À partir de 1982, la Cinémathèque Méliès publie un bulletin semestriel déposé à la Bibliothèque nationale  (ISSN 0758-539X), remplacé en 2000 par une Lettre d’information.
- 1985 : réédition de la biographie écrite par Madeleine Malthête-Méliès Méliès l’enchanteur avec en annexe une filmographie enrichie établie par Jacques Malthête (ouvrage de 467 pages)  (ISBN 2-9501060-0-5)
- 1986 : 158 scénarios de films disparus de Georges Méliès  (ISBN 2-9501491-0-3)
- 1988 : Le voyage autour du monde de la G. Méliès Manufacturing Company, juillet 1912-mai 1913 (auteurs Gaston Méliès et Jacques Malthête, 143 pages)  (ISBN 2-9-501-491-1-1)
- 1996 :
  - Analyse descriptive des films de Georges Méliès rassemblés entre 1981 et 1996 par la Cinémathèque Méliès (auteurs Madeleine Malthête-Méliès et Jean-Paul Combe, 136 pages)  (ISSN 0758-539X)
  - La Cinémathèque Méliès conserve également les exemplaires de l’ouvrage écrit par Jacques Malthête : Méliès images et illusions, édité par l’association Exporégie en 1996 (256 pages)  (ISBN 2-9504493-7-9)

## Collection non-film et archives
La collection non-film, qui appartenait à Madeleine Malthête-Méliès et dont la plupart pièces avaient été acquises par elle-même et par le Dr René Malthête, a été cédée en 2004 au CNC. C'est la Cinémathèque française qui conserve aujourd'hui ce fonds. Il se compose de dessins originaux, de photos de plateau, de lettres manuscrites, de costumes et d’objets.
L’association conserve également les archives de ses activités et des manifestations auxquelles elle participe depuis sa création, entre autres des correspondances avec tous les particuliers et les organismes qui ont permis de retrouver, rassembler et ramener en France une partie importante de l’œuvre de Méliès.

## Organisation
Présidents et secrétaires généraux :
Président : Jacques Peyrou (1961-2005), Mathilde Delamotte (2006 à 2021), Pascal Friaut (2022 à ce jour)
Secrétaire général : le Dr René Malthête (1961-1978), Anne-Marie Quévrain (1979 à ce jour)
Siège de l’association : 57 rue Orfila, 75020 Paris

## Sites internet gérés par l’association
- www.cinemathequemelies.eu
- www.georgesmelies.org
- www.meliesfilms.com